# Zaglyptus grandis
Zaglyptus grandis là một loài tò vò trong họ Ichneumonidae.